# Namalycastis longicirris
Namalycastis longicirris är en ringmaskart som först beskrevs av Takahashi 1933.  Namalycastis longicirris ingår i släktet Namalycastis och familjen Nereididae. Inga underarter finns listade i Catalogue of Life.